# Regatul Hawaii
Regatul Hawaii a fost un regat stabilit pe teritoriul Arhipelagului Hawaii în secolul al XIX-lea.
Regatul a fost stabilit în perioada 1795-1810 prin anexarea micilor regate independente din Oahu, Maui, Molokai, Lanai, Kauai și Niihau de către Regatul din insula Hawaii (sau "Big Island") și formarea unui guvern unificat. Regatul a fost răsturnat în 1893.

## Monarhi
Monarhia hawaiană a avut 8 suverani:
- Kamehameha I (1795-1819)
- Kamehameha II (1819-1824)
- Kamehameha III (1824-1854)
- Kamehameha IV (1855-1863)
- Kamehameha V (1863-1872).
- Lunalilo (1873-1874).
- Kalākaua (1874-1891)
- Liliʻuokalani (1891-1893)

După răsturnarea reginei Liliʻuokalani în 1893, regatul a fost condus de un guvern provizoriu până în 1894, an în care monarhia a fost definitiv abolită și s-a proclamat Republica Hawaii.